# Jean-Pierre Pradervand

Jean-Pierre Pradervand (1971)

Jean-Pierre Pradervand (* 23. November 1908 in Avenches; † 13. Juli 1996 ebenda; heimatberechtigt in Corcelles-près-Payerne) war ein Schweizer Politiker (FDP).

## Biografie
Pradervand studierte Wirtschaftswissenschaften an der Universität Lausanne und der University of Alabama. Er wurde 1932 Lehrer an der Höheren Handelsschule in Lausanne und übte diese Funktion bis 1943 aus. Dann war er für fünf Jahre von 1943 bis 1947 Delegationschef des Internationalen Komitees vom Roten Kreuz (IKRK) in Nordafrika, Frankreich und den Vereinigten Staaten. 1947 kehrte er zur Höheren Handelsschule zurück, nun aber in der Funktion als Rektor, der er bis 1966 war.
Im Jahr 1949 wurde Pradervand in den Grossen Rat des Kantons Waadt gewählt, dessen Präsident er 1958 war. Ein Jahr später, 1959, wurde er in den Nationalrat gewählt und hatte bis 1966 dieses Amt inne. In diesem Jahr wurde er von der Bevölkerung in den Staatsrat des Kantons Waadt gewählt und stand dort dem Erziehungsdepartement vor. Nur ein Jahr später erfolgte die zusätzliche Wahl in den Ständerat. Aus dem Staatsrat schied Pradervand 1974, aus dem Ständerat 1975 aus.
Bei der Koordination des Schulwesens in der Romandie spielte Pradervand eine wichtige Rolle. Weiter war er massgeblich an der Planung und beim Baubeginn des Universitätscampus Lausanne-Dorigny beteiligt. Ebenso war er bei der Ausarbeitung des Rechtsstellungsgesetzes der katholischen Kirche im Kanton Waadt massgeblich involviert.
Er wurde von der École polytechnique fédérale de Lausanne zum Ehrendoktor (Dr. h. c.) ernannt, ebenso von der Universität Lausanne im Jahre 1975.